# Денмарк (парафія, Нью-Брансвік)
Денмарк (англ. Denmark) — парафія в Канаді, у провінції Нью-Брансвік, у складі графства Вікторія.

## Населення
За даними перепису 2016 року, парафія нараховувала 1471 особу, показавши скорочення на 7,6%, порівняно з 2011-м роком. Середня густина населення становила 2 осіб/км².
З офіційних мов обидвома одночасно володіли 505 жителів, тільки англійською — 930, тільки французькою — 30. Усього 40 осіб вважали рідною мовою не одну з офіційних.
Працездатне населення становило 51,2% усього населення, рівень безробіття — 20,8% (32,9% серед чоловіків та 7,5% серед жінок). 89,6% осіб були найманими працівниками, а 9,6% — самозайнятими.
Середній дохід на особу становив $27 691 (медіана $23 488), при цьому для чоловіків — $31 667, а для жінок $23 068 (медіани — $30 080 та $18 624 відповідно).
32,8% мешканців мали закінчену шкільну освіту, не мали закінченої шкільної освіти — 34%, 32,8% мали післяшкільну освіту, з яких 15% мали диплом бакалавра, або вищий.
| Статево-вікова структура населення | Статево-вікова структура населення | Статево-вікова структура населення | Статево-вікова структура населення | Статево-вікова структура населення |
| ---------------------------------- | ---------------------------------- | ---------------------------------- | ---------------------------------- | ---------------------------------- |
|                                    |                                    |                                    |                                    |                                    |
| Всього                             | Всього                             | 51,4%48,6%                         |                                    |                                    |
| 0 — 14 років                       | 0 — 14 років                       |                                    | 15,7%                              | 15,7%                              |
| 15 — 64 років                      | 15 — 64 років                      |                                    | 64,5%                              | 64,5%                              |
| 65 і більше                        | 65 і більше                        |                                    | 19,8%                              | 19,8%                              |
| 85 і більше                        | 85 і більше                        |                                    | 1,4%                               | 1,4%                               |
| Середній вік (років)               | Середній вік (років)               | 43,744,3                           | 44,0                               | 44,0                               |
| Медіана (років)                    | Медіана (років)                    | 47,148,2                           | 47,7                               | 47,7                               |
| — чоловіки — жінки                 |                                    |                                    |                                    |                                    |

| Походження мешканців:     | Походження мешканців:     | Походження мешканців: | Походження мешканців: | Походження мешканців: |
| ------------------------- | ------------------------- | --------------------- | --------------------- | --------------------- |
| Походження                |                           |                       | осіб                  | %                     |
| Корінні американці        | Корінні американці        |                       | 140                   | 9.52%                 |
| Інше північноамериканське | Інше північноамериканське |                       | 860                   | 58.5%                 |
| Європейське               | Європейське               |                       | 845                   | 57.48%                |
| британське                | британське                |                       | 505                   | 34.35%                |
| французьке                | французьке                |                       | 405                   | 27.55%                |

| Зайнятість населення за галузями (за класифікацією NOC): | Зайнятість населення за галузями (за класифікацією NOC): | Зайнятість населення за галузями (за класифікацією NOC): | Зайнятість населення за галузями (за класифікацією NOC): | Зайнятість населення за галузями (за класифікацією NOC): |
| -------------------------------------------------------- | -------------------------------------------------------- | -------------------------------------------------------- | -------------------------------------------------------- | -------------------------------------------------------- |
|                                                          |                                                          |                                                          |                                                          |                                                          |
| Управління                                               | Управління                                               |                                                          | 8,9%                                                     | 8,9%                                                     |
| Бізнес, фінанси та адміністрування                       | Бізнес, фінанси та адміністрування                       |                                                          | 8,9%                                                     | 8,9%                                                     |
| Природничі та прикладні науки                            | Природничі та прикладні науки                            |                                                          | 2,4%                                                     | 2,4%                                                     |
| Охорона здоров'я                                         | Охорона здоров'я                                         |                                                          | 6,5%                                                     | 6,5%                                                     |
| Освіта, правозахист, муніципальні та урядові служби      | Освіта, правозахист, муніципальні та урядові служби      |                                                          | 7,3%                                                     | 7,3%                                                     |
| Роздрібна торгівля та послуги                            | Роздрібна торгівля та послуги                            |                                                          | 16,1%                                                    | 16,1%                                                    |
| Гуртова торгівля, транспорт та обладнання                | Гуртова торгівля, транспорт та обладнання                |                                                          | 29,8%                                                    | 29,8%                                                    |
| Природні ресурси, сільське господарство                  | Природні ресурси, сільське господарство                  |                                                          | 11,3%                                                    | 11,3%                                                    |
| Виробництво                                              | Виробництво                                              |                                                          | 8,1%                                                     | 8,1%                                                     |

## Клімат
Середня річна температура становить 3,4°C, середня максимальна – 22,3°C, а середня мінімальна – -20,9°C. Середня річна кількість опадів – 1 058 мм.
| Клімат поселення                              | Клімат поселення | Клімат поселення | Клімат поселення | Клімат поселення | Клімат поселення | Клімат поселення | Клімат поселення | Клімат поселення | Клімат поселення | Клімат поселення | Клімат поселення | Клімат поселення | Клімат поселення |
| Показник                                      | Січ.             | Лют.             | Бер.             | Квіт.            | Трав.            | Черв.            | Лип.             | Серп.            | Вер.             | Жовт.            | Лист.            | Груд.            |                  |
| Середній максимум, °C                         | −7,1             | −5,41            | 1,44             | 9,12             | 16,92            | 22,27            | 22,18            | 21,26            | 16,08            | 10,03            | 3,70             | −4,73            |                  |
| Середня температура, °C                       | −13,98           | −12,29           | −5,44            | 2,24             | 10,04            | 15,39            | 18,14            | 17,24            | 12,05            | 5,98             | −0,35            | −8,76            |                  |
| Середній мінімум, °C                          | −20,86           | −19,17           | −12,31           | −4,64            | 3,16             | 8,52             | 14,09            | 13,20            | 8,01             | 1,96             | −4,38            | −12,81           |                  |
| Норма опадів, мм                              | 83               | 63               | 69               | 69               | 86               | 93               | 115              | 105              | 101              | 87               | 96               | 91               |                  |
| Середньомісячна швидкість вітру, м/с          | 3.84             | 3.93             | 4.14             | 3.94             | 3.73             | 3.34             | 3.02             | 2.94             | 3.23             | 3.61             | 3.76             | 3.81             |                  |
| Середньомісячна сонячна радіація, кДж/м²·день | 5098             | 8457             | 12291            | 15753            | 18488            | 20309            | 19691            | 17317            | 12720            | 7810             | 4657             | 3862             |                  |
| --------------------------------------------- | ---------------- | ---------------- | ---------------- | ---------------- | ---------------- | ---------------- | ---------------- | ---------------- | ---------------- | ---------------- | ---------------- | ---------------- | ---------------- |
| Джерело:                                      |                  |                  |                  |                  |                  |                  |                  |                  |                  |                  |                  |                  |                  |